# Eutolmus montanus
Eutolmus montanus är en tvåvingeart som beskrevs av Pavel Lehr 1984. Eutolmus montanus ingår i släktet Eutolmus och familjen rovflugor.
Artens utbredningsområde är Kazakstan. Inga underarter finns listade i Catalogue of Life.